# Kabinda (stad i Kongo-Kinshasa)
Kabinda är en stad i Kongo-Kinshasa. Den är huvudstad i provinsen Lomami, i den centrala delen av landet, 1 000 km öster om huvudstaden Kinshasa.